# 坂本佳一
坂本 佳一（さかもと よしかず、1961年11月9日 - ）は、愛知県出身の元野球選手。

## 経歴
野球を始めたのは阪神ファンだったという父（名古屋市営バスの運転手だった）によって無理やり練習させられたのがきっかけだったという。
東邦高等学校に進学し、野球部へ入部。中学校までは打者としての経験しかなかったものの、監督の阪口慶三に肩を見込まれ投手に転向し、野球部では1年生時からエースとして活躍。愛知県代表として出場した1977年の夏の甲子園では、華奢な体格ながらひたむきに投げ続ける姿勢が好感を呼び、マスコミから「黒ヅル君」（大会中。首が長いことから）、「バンビ」（大会終了以降）の愛称を付けられた。東邦は坂本の活躍もあって決勝戦まで勝ち上がり、松本正志（元阪急）擁する東洋大姫路高を相手に好投するも、10回裏にサヨナラ3ランホームランを打たれ準優勝に終わった。その悲劇性も加わって坂本の人気は最高潮に達し、自宅の周囲にもファンが押し寄せるほどであった。しかし2年生以降は甲子園出場はならなかった。なお愛知県勢の夏の甲子園決勝進出は2009年の中京大中京（優勝）まで現れなかった。
- 坂本の卒業後、東邦では下級生投手が活躍すると「バンビ2世」と呼ばれることが恒例となっている（1987年入学の山田喜久夫、1991年入学の水谷完、2014年入学の藤嶋健人など）。

高校卒業後は法政大学に進学、野球部に入部したが目立った活躍はできなかった（本人のインタビューによれば猛練習によるイップスが原因だったという）。4年間で東京六大学野球リーグ戦への登板は無い。大学同期に小早川毅彦や銚子利夫らがいる。
大学卒業後、日本鋼管に入社し野球部に入部したが、野球はわずか2年で現役生活にピリオドを打った。その後は日本鋼管で社業に就いた後、2002年6月より岡谷鋼機に在籍。サラリーマン活動と並行してNHK高校野球解説者やNPO法人「フィールドオブドリームス」理事長として甲子園での経験を交えた講演活動を行なっている。
阪口が現在指導をしている大垣日本大学高等学校の練習に顔を出すこともある。
2018年夏の第100回全国高等学校野球選手権記念大会において、8月5日の開会式には特別ゲストとして出演。さらに8月13日には、第1試合開始前の甲子園レジェンド始球式にも登場。ノーバウンドのボールを投球後、球場の観衆からは盛大な拍手が送られた。